# Jeanne Cagney
Jeanne Carolyn Cagney (New York, 25 marzo 1919 – Newport Beach, 7 dicembre 1984) è stata un'attrice statunitense.
Era sorella dell'attore e ballerino James Cagney e dell'attore e produttore cinematografico William Cagney.

## Filmografia parziale

### Cinema
- Queen of the Mob, regia di James P. Hogan (1940)
- Guanti d'oro (Golden Gloves), regia di Edward Dmytryk (1940)
- Rhythm on the River, regia di Victor Schertzinger (1940)
- Ribalta di gloria (Yankee Doodle Dandy), regia di Michael Curtiz (1942)
- I giorni della vita (The Time of Your Life), regia di Henry C. Potter (1948)
- Sabbie mobili (Quicksand), regia di Irving Pichel (1950)
- La tua bocca brucia (Don't Bother to Knock), regia di Roy Ward Baker (1952)
- Kentucky Rifle, regia di Carl K. Hittleman (1955)
- L'uomo dai mille volti (Man of a Thousand Faces), regia di Joseph Pevney (1957)
- La città senza legge (Town Tamer), regia di Lesley Selander (1965)

### Televisione
- Wild Bill Hickok (The Adventures of Wild Bill Hickok) – serie TV, episodio 3x14 (1952)
- TV Reader's Digest – serie TV, episodio 1x05 (1955)